# Jorcas
Jorcas és un poble de la província de Terol. La seva població és de 39 habitants (homes: 24; dones: 15) INE 2005.

## Festes locals
- 29 d'abril: En honor de Sant Pere Màrtir
- 15 d'agost: Festivitat de l'Assumpció (Mare de Déu d'Agost).